# Królestwo Węgier
Królestwo Węgier (węg. Magyar Királyság, niem. Königreich Ungarn, słow. Uhorské kráľovstvo, cz. Uherské království, rum. Regatul Ungariei, chorw. Kraljevina Ugarska, serb. Краљевина Угарска, łac. Regnum Hungariae) – państwo istniejące w Europie Środkowej od roku 1000 do 1918. Po przerwie w latach 1918–1920 (Węgierska Republika Ludowa oraz komunistyczna Węgierska Republika Rad) zostało wskrzeszone (zobacz: Królestwo Węgier (1920–1946)).

## Historia

### Lata 1000–1526
Oprócz terytorium dzisiejszej Republiki Węgierskiej w skład Królestwa Węgier wchodziły także: Wojwodina, Chorwacja, Słowacja, Siedmiogród, Ruś Zakarpacka oraz fragmenty terytoriów wchodzących obecnie w skład innych, sąsiednich państw. Od 1102 do 1526 roku było w unii z Królestwem Chorwacji. 

Herb Wielki Królestwa Węgier (od roku 1915)

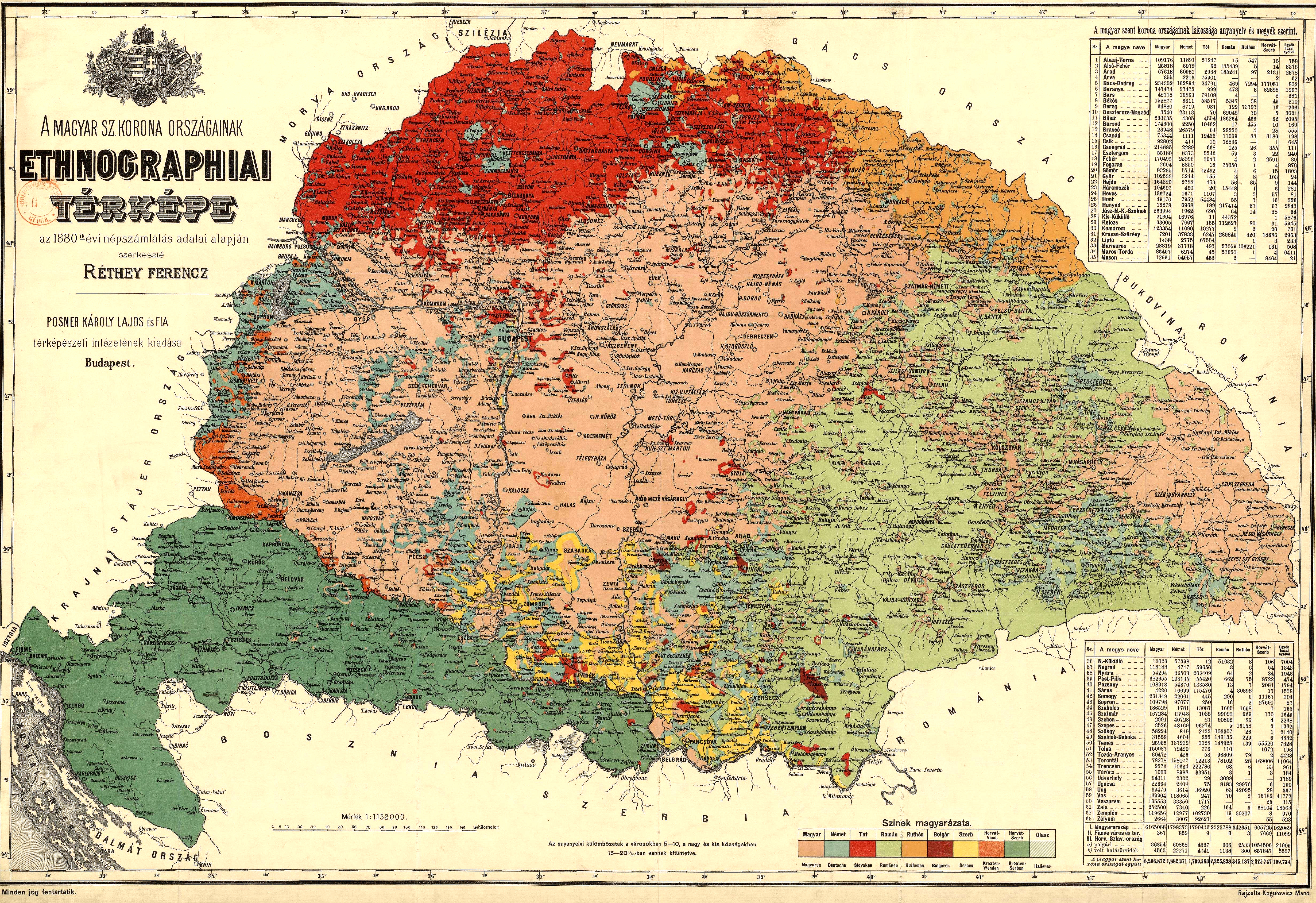
Mapa etnograficzna Królestwa Węgier wg spisu 1880

31 października 1918 Węgry oddzieliły się od Austro-Węgier, i ogłosiły niepodległość, tworząc samodzielne Królestwo Węgier. 16 listopada 1918 ogłoszono republikę, ale król Karol IV nie złożył oficjalnej abdykacji.

### Po 1918
Po I wojnie światowej, po przerwie w latach 1918–1920 (Węgierska Republika Ludowa oraz komunistyczna Węgierska Republika Rad) Węgry znów stały się królestwem (z krótkim epizodem republikańskim), jednak bez króla – nie dopuszczono na tron Karola Habsburga, państwem rządził jako regent adm. Miklós Horthy.
1 lutego 1946 r. ogłoszono Republikę Węgierską.